# Cementeria di Barletta
La Cementeria di Barletta è  un'azienda italiana, con sede a Barletta. 
La sua attività è la produzione industriale di cemento.

## Storia
Fu fondata nel 1912 da Luigi Scuroimprenditore barlettano e politico del secondo dopoguerra.
Il primo ampiento ci fu tra gli anni 30 e 40, il secondo  negli anni '50, quando era sul punto di fallire, grazie all'impegno dell'imprenditore svizzero Hugo Simmen, fondatore qualche decennio più del Circolo Tennis omonimo.
Al 1965, aveva un capitale interamente versato di 2.000.000.000 di lire, produceva annualmente 5.000.000 di prodotto grezzo e aveva uffici vendita a Barletta in via Andria 32, a Bari su Corso Cavour 3 e a Foggia in piazza Cesare Battisti 35.
Nel 1980 la cementeria di Barletta diventò la prima azienda pugliese a quotarsi alla Borsa di Milano.
Da un ventennio è parte della Buzzi Unicem, rappresentando uno dei due poli meridionali del gruppo.